# Miguel Huezo Mixco
Miguel Huezo Mixco (San Salvador, El Salvador, 21 de diciembre de 1954) es un narrador, poeta y ensayista salvadoreño autor de catorce libros en los géneros de poesía, ensayo y novelas. Realizó la curaduría de "Disparates", la mayor exposición retrospectiva del artista salvadoreño Toño Salazar (Museo de Arte de El Salvador, MARTE). Columnista de La Prensa Gráfica desde 1999 al 2014, entre 2014 y 2018 mantuvo un blog en el periódico digital El Faro. Ha publicado en revistas y periódicos internacionales como Vuelta, Letras Libres, La Jornada (México); El Malpensante y Número (Colombia); "FronteraD", “Babelia”  y “Cuadernos hispanoamericanos” (España); entre otras. 

## Trayectoria
Realizó estudios de Letras en la Universidad Centroamericana "José Simeón Cañas". En la década de 1970 publicó en la sección de Artes y Letras de La Prensa Gráfica, a cargo de Leda de Falconio, dirigió la revista literaria La golondrina en el vespertino El Mundo, y publicó la revista independiente El Papo junto con Horacio Castellanos Moya y Róger Lindo. Si bien estos tres escritores nunca constituyeron una "generación" o "grupo literario", sus obras literarias, periodísticas y ensayísticas son importantes para entender uno de los períodos más intensos en la historia, la cultura y las letras de El Salvador.

### Guerra civil y posguerra
Huezo Mixco, reconocido para entonces como un valioso escritor emergente, se incorporó alrededor de 1979 a las Fuerzas Populares de Liberación "Farabundo Martí", una de las cinco organizaciones armadas de izquierda que formaban el FMLN. En 1981 asumió la responsabilidad de la emisora oficial de su organización: Radio Farabundo Martí. Tras la firma de los Acuerdos de Paz de Chapultepec, en 1992, renunció a su militancia y se unió a un grupo de intelectuales, como Roberto Turcios, Breni Cuenca y Horacio Castellanos Moya, que volvían del exilio y fundaron la revista Tendencias, una publicación esencial en la transición salvadoreña a la democracia. En 1993 obtuvo una beca para pasar una temporada en Yaddo, la reconocida residencia para artistas, situada en Saratoga Springs, Nueva York. Más tarde, fue cofundador y Redactor jefe del semanario Primera plana. La publicación, que duró solo un año, abrió la brecha al surgimiento de un periodismo independiente en El Salvador. 
En 1996 fue nombrado Director de Publicaciones e Impresos (DPI) del extinto Consejo Nacional para la Cultura y el Arte (hoy Ministerio de Cultura). Entre 1996 y 2004 creó once colecciones destinadas a literatura, arte, antropología e historia, publicando más de ciento cincuenta volúmenes, destacándose la Biblioteca Básica de Literatura Salvadoreña (30 volúmenes), la Biblioteca de Historia Salvadoreña (17 volúmenes), los Cuadernos de Música Salvadoreña (13 partituras), Ficciones (que reúne la obra narrativa de autores salvadoreños y centroamericanos contemporáneos), Poesía (destinada a autores consagrados), Nuevapalabra (autores jóvenes salvadoreños) y Orígenes, que reúne obras completas y escogidas de autores fundamentales de El Salvador, tales como Rodolfo Barón Castro, Raúl Contreras, Salvador Salazar Arrué (Salarrué), Claudia Lars, David J. Guzmán, Álvaro Menéndez Leal y David J. Guzmán. Con el apoyo de la Dirección Nacional de Publicaciones, del gobierno de México, produjo la colección de autores extranjeros publicando obras de Henry James, Herman Melville y Cyrano de Bergerac, entre otros. 

### Obra literaria
Autor de al menos siete libros de poemas, su trayectoria aparece reseñada en "The Princenton Encyclopedia of Poetry & Poetics" (4a. edición, Princeton University Press, 2012) y su obra ha sido incluida en antologías de poesía en su país y en el extranjero, entre ellas "Puertas abiertas" (selección y prólogo de Sergio Ramírez, Fondo de Cultura Económica, 2011). Ha asistido al Encuentro de poetas de la Casa de Poesía Silva (Bogotá), al Festival Internacional de Poesía de Medellín y al Festival de Poesía de Granada, Nicaragua. Su poema "Si la muerte" fue adaptado por Diamanda Galás para su disco Malediction And Prayer. Su poemario "Comarcas" ganador del Premio Centroamericano de Literatura Rogelio Sinán (1999) ha sido publicado en Panamá (Universidad Tecnológica, Panamá, 2002), Francia, en edición bilingüe (MEET, Saint Nazaire, 2005) y México, en la Universidad Veracruzana (Veracruz, 2005). 
Su ensayo "La casa en llamas" (Arcoíris, 1996) examina los cambios culturales y estéticos que se producen en la posguerra salvadoreña. "Expedicionarios, Una poética de la aventura" (Laberinto, 2016) indaga en las trayectorias de siete escritores y artistas (René Char, Ítalo Calvino, Ernst Jünger, Joseph Brodsky, Roberto Bolaño, Toño Salazar y Roque Dalton) que participaron en conflictos civiles y armados o fueron disidentes políticos. "La perversión de la cultura" (Arcoíris, 1999) reúne textos publicados en la revista "Tendencias" y otras publicaciones periódicas. Incluye el relato "Historia del dolor", dedicado a la memoria del periodista Pablo Cerna, miembro del personal de "Primera Plana", muerto a causa de un cáncer.  
Sobre su primera novela Camino de hormigas (Alfaguara, 2014), el escritor Sergio Ramírez dijo: «Es un notable ejemplo de cómo la literatura comienza a apoderarse con ventaja de uno de los hechos más dramáticos del siglo veinte en Centroamérica, la guerra salvadoreña. Miguel Huezo Mixco, desde su visión de poeta que prueba por primera vez sus armas de narrador, pone el ojo sobre ese panorama de crueldades, heroísmos y dualidades y nos lo abre como una crónica maestra que nos cuenta la lucha por cambiar la historia, cuando lo primero que ocurre es que quienes cambian, para bien o para mal, son quienes participan en esa lucha, y desde su propia condición humana la vuelven heroica, o la malversan». 
Sobre su segunda novela La casa de Moravia (Alfaguara, 2017), la académica Alexandra Ortiz Wallner escribió: «Miguel Huezo Mixco escribe una ficción no sin dejar de salpicarla de datos, nombres y hechos traídos de fuera del relato literario, y de ahí la advertencia al lector: “Algunos de los sucesos y personajes que aparecen en este libro están basados en historias de la vida real”, o el registro de citas (en su mayoría versos, de Eunice Odio y de Roque Dalton por ejemplo), o la fuente de archivo de la cual se toma la imagen de Viviana Gallardo o los agradecimientos, todos colocados en la “Nota del autor” al final del libro. Con estas intervenciones gráficas que enmarcan a la novela y que aparecen también a lo largo de los catorce capítulos del libro, el lector se ve, de alguna manera, descolocado: pactó para leer una novela pero “las historias de la vida real” no dejan de presentarse como parte del libro que tiene en sus manos».

### Reconocimientos
Entre otros reconocimientos, Miguel Huezo Mixco ha recibido en 1993 una beca Plumsock para la residencia de artistas Yaddo, en Saratoga Springs, Albany, Nueva York. En 1999 se le otorgó la beca de la Maison des Ecrivains Etrangers et des Traducteurs (MEET), de Saint-Nazaire, Francia, donde finalizó su libro Comarcas; también ha recibido la beca Rockefeller de humanidades, para realizar una amplia investigación sobre los cambios en la cultura salvadoreña de la posguerra en el Centro de Investigaciones para Mesoamérica (CIRMA), en Antigua Guatemala; en 2013 fue becario del Headlands Center for the Arts, San Francisco, California, Estados Unidos.
Algunos de sus poemas han sido traducidos al inglés, francés y portugués. La artista norteamericana Diamanda Galás incluyó su poema "Si la muerte", junto con poemas de Pier Paolo Pasolini, Charles Baudelaire, César Vallejo y Jorge Luis Borges, en su CD “Malediction and Prayers” (Mute records, 1997). En 1999 recibió el Premio Literario Centroamericano "Rogelio Sinán", de Panamá. Desde 2001 es miembro de la Junta de Directores de la Fundación Dr. Manuel Gallardo, que tiene bajo su responsabilidad la Biblioteca Gallardo de Santa Tecla.

## Libros publicados

### Novela
- Camino de hormigas,[2] Alfaguara, 2014
- La casa de Moravia, Alfaguara, 2017
- Días del Olimpo,[3] Alfaguara, 2019

### Poesía
- Edén Arde, San Salvador, 2014
- Comarcas, Panamá, 2002; Veracruz, 2005; Saint-Nazaire, 2005
- El ángel y las fieras, San José, 1997
- Memoria del cazador furtivo, San Salvador, 1995
- Pájaro y volcán, San Salvador, 1989
- Tres pájaros de un tiro, San Salvador, 1988
- El pozo del tirador,[4] San Salvador, 1988

### Ensayo
- Expedicionarios. Una poética de la aventura, 2016
- Un pie aquí y otro allá. Los migrantes y la crisis de la identidad salvadoreña, San Salvador, 2009
- Disparates. Toño Salazar, San Salvador, 2005
- La perversión de la cultura, San Salvador, 1999
- El tercer ejército, San Salvador, 1997
- La casa en llamas. La cultura salvadoreña en el siglo XX, San Salvador, 1996

### Periodismo
- Instantáneas de la Primavera árabe al conurbano en trece historias, Ariel, Buenos Aires, 2012, Gabriel Pasquini (comp.), con Jon Lee Anderson, Sergio Ramírez, Graciela Mochkofsky, Carlos Dada entre otros.

### Prólogos
- Prólogo al libro La otra cara de la guerra: salvar vidas. Experiencia de la sanidad guerrillera en Chalatenango y Cinquera, El Salvador, San Salvador, 2012
- Prólogo[5] a No pronuncies mi nombre, Poesía completa, Roque Dalton, volumen III. Dirección de Publicaciones e Impresos, San Salvador, 2008
- Prólogo al volumen Poesía versus Arte, artículos y conferencias, Alberto Guerra Trigueros, Dirección de Publicaciones e Impresos, San Salvador, 1998
- Prólogo a la novela Fin de siglo, de Joaquín Mauricio Chávez, San Salvador, 1993
- Prólogo a la antología Pájaro y volcán. Los fusiles del pueblo están cantando, varios autores, UCA Editores, San Salvador, 1989

### Selección de artículos publicados
- Pretextos. Columna quincenal en La Prensa Gráfica, El Salvador (1999-2013)
- «Roberto Bolaño en El Salvador. Supremo jardín de la guerra florida», FronteraD España (2011).
- «Toño Salazar. Expedicionario del siglo XX» Letras Libres n.º 41, España (2005).
- «Cuando salí de La Habana. Una historia prohibida de Roque Dalton» en El Malpensante, n.º 44, Colombia (2003)
- «TheVulnerable Imagination. Diaspora and natural disasters in Salvadorean Culture». Humanities Research. Vol.X, No.1, Canberra (2003).
- «Ernst Jünger. La guerra como obra de la humanidad» El Malpensante, n.º 14, Colombia (2002).
- «Joseph Brodsky» Letras Libres, No.13, México (2000).
- «El Salvador y la construcción de la identidad cultural»,[6] Encuentros, Banco Interamericano de Desarrollo (BID), Washington, D. C. (1999).
- «René Char. En las habitaciones de Orión. Conversaciones con un maqui» revista Cultura 98, San Salvador (1998).
- «Las cartas del azar. La correspondencia de Ítalo Calvino como editor», revista Número n.º 30, Colombia (1997).

### Publicaciones periódicas
Revistas y periódicos
- Vuelta, La Jornada semanal y Letras Libres (México);
- Elmalpensante y Número (Colombia)
- Babelia, Frontera y Cuadernos Hispanoamericanos (España);
- El Puercoespín (Argentina)
- La Opinión (Los Ángeles); Carátula (Nicaragua)
- La Prensa Gráfica. Tendencias y El Faro (El Salvador).
- Colección Revuelta. Centro Cultural de España en El Salvador (El Salvador).

### Web
- Talpajocote, con María Tenorio (2007-2013). Blog.
- Autores de Centroamérica | Magacín (2011-2013).Curaduría de contenidos.
- Libroblanco | Lecturas (2011-2013).Curaduría de contenidos.
- Literatour, programa online de La Radio Tomada, conducido con Jacinta Escudos.
- Referencias bibliográficas en WorldCat

### Inclusión en antologías
- La margarita emocionante.  Ed. Horacio Castellanos Moya (San Salvador, 1978)
- Poesía Salvadoreña 1963-1973 (México, 1973)
- Antología de la poesía salvadoreña.  Ed. Manlio Argueta (San José, 1983)
- Homenaje a El Salvador. Ed. Claribel Alegría (Madrid, 1983)
- Arme y desarme. Ed. Gabriela Yanes et al.  (Querétaro, 1983)
- Mirrors of War.  Ed. Gabriela Yanes et al. (New York 1985)
- Quizás tu nombre salve. Ed. María Poumier (Francia, 1989)

### Adaptaciones
- Autor del poema "Si la muerte" adaptado por Diamanda Galás en su disco Malediction And Prayer